# 厳畯
厳 畯（げん しゅん、生没年不詳）は、中国三国時代の学者・政治家。字は曼才。徐州彭城国の人。子は厳凱・厳爽。従甥（いとこの子）は厳武。『三国志』呉書に伝がある。

## 略歴
戦乱を避けて江東へ移住し、同じく徐州より疎開してきた諸葛瑾や歩騭と親交を結び、彼らと並ぶ名声を得た。その後、張昭の推挙で孫権に仕え、騎都尉・従事中郎となった。
建安22年（217年）に魯粛が死去すると、後任として一万の兵を率いて陸口に駐屯するよう命じられた。だが、厳畯は「私は書生に過ぎず、軍事に明るくありません。非才の者を用いれば、必ずや後悔します」と涙ながらに訴えたため、孫権も辞退を聞き入れ、代わりに呂蒙を起用した。世の人々は、己の力量を弁え謙虚であると厳畯を褒め称えた。この時、孫権は試しに厳畯を馬に乗せてみたところ、すぐに落馬してしまったという。
黄龍元年（229年）、孫権は皇帝に即位すると厳畯を衛尉に任命し、蜀漢へ使者として派遣した。諸葛亮は厳畯を高く評価したという。
後に罪を犯した友人劉穎を弁護したため、孫権の怒りを買って免職されたが、しばらくして復職し尚書令となった。
78歳で没した。没年は不明だが孫登（赤烏2年（241年）没）の遺言に名前が見えるので、死去はそれ以降ということになる。
小説『三国志演義』では、孫権が呉の国主となり集めた人材の一人として名が挙がる。赤壁の戦いの際、降伏派の一人として諸葛亮に論戦を挑むが敗れた。

## 人物
若い頃より学問に励み、『詩経』・『書経』・三礼（『儀礼』・『周礼』・『礼記』）に通じ、『説文解字』を好んだ。
実直で純朴な人柄であり、他者に対しては真心をもって教え導き、至らぬ点を補い助けるよう心掛けていた。
財を蓄えることをせず、すべて親戚や知人に分け与えたため、家は常に貧しかった。
『孝教伝』・『潮水論』を著し、裴玄や張承と共に、管仲や子路について論じた内容は、広く世間に伝えられた。
陳寿は厳畯を「程秉・闞沢と並んで一代の学者であった。己の栄達を犠牲にして友人を救った」と評している。潁川の周昭は自身の書物の中で、顧邵・諸葛瑾・歩騭・厳畯・張承の人物を比較し、それぞれの人物を称賛している。